# Jules de Gaultier
 (juillet 2017).
Si vous disposez d'ouvrages ou d'articles de référence ou si vous connaissez des sites web de qualité traitant du thème abordé ici, merci de compléter l'article en donnant les références utiles à sa vérifiabilité et en les liant à la section « Notes et références ».
Pour les articles homonymes, voir Gaultier.
Jules de Gaultier (2 juin 1858 à Paris - 19 janvier 1942 à Boulogne-Billancourt), né Jules Achille de Gaultier de Laguionie, est un philosophe français.

## Biographie
Fortement influencé par Arthur Schopenhauer et par Friedrich Nietzsche, il a lui-même influencé Georges Palante, avec lequel il eut, en 1922-1923, une violente polémique qui faillit se conclure par un duel.
L'on peut résumer la pensée de Gaultier par l'analyse du bovarysme, cette tendance de l'esprit humain à rechercher une échappatoire à la réalité, qui pousse l'homme à créer de lui une image faussée, embellie : mensonge tragique nécessaire à l'acceptation de son destin. Cette idée est inspirée du roman de Flaubert, Madame Bovary.

## Œuvres
Une bonne partie de ses œuvres sont rééditées aux éditions du Sandre, sous la direction de Stéphane Beau.
- Le Bovarysme, la psychologie dans l’œuvre de Flaubert (1892) (rééd. 2007)
- Feuilleton philosophique, Introduction à la vie intellectuelle, "Revue blanche", IX (1895)
- Le bouddhisme en Occident, Le Mercure de France (1898)
- De Kant à Nietzsche (1900) (rééd. 2006)
- Le Bovarysme: essai sur le pouvoir d'imaginer (1902); rééd., suivi d’une étude de Per Buvik, Le Principe bovaryque (2006), Presses de l’Université Paris-Sorbonne, « Mémoire de la critique », Paris, 2006.
- La Fiction universelle (1903) (rééd. 2010)
- Nietzsche et la réforme philosophique (1904)
- Raisons de l'idéalisme (1906)
- La Dépendance de la morale et l'indépendance des mœurs (1907)
- Entretiens avec ceux d'hier et d'aujourd’hui. Comment naissent les dogmes (1912)
- Le Génie de Flaubert (1913)
- La Philosophie officielle et la philosophie (1922) (rééd. 2008)
- La Vie mystique de la nature (1924)
- La Sensibilité métaphysique (1924) (rééd. 2007)
- Nietzsche (1926)

## Citations
- « Le monde est un spectacle à regarder et non un problème à résoudre » - citation gravée dans un mur du Collège des Quatre-Nations sous la coupole.